# Cautiverio de Babilonia

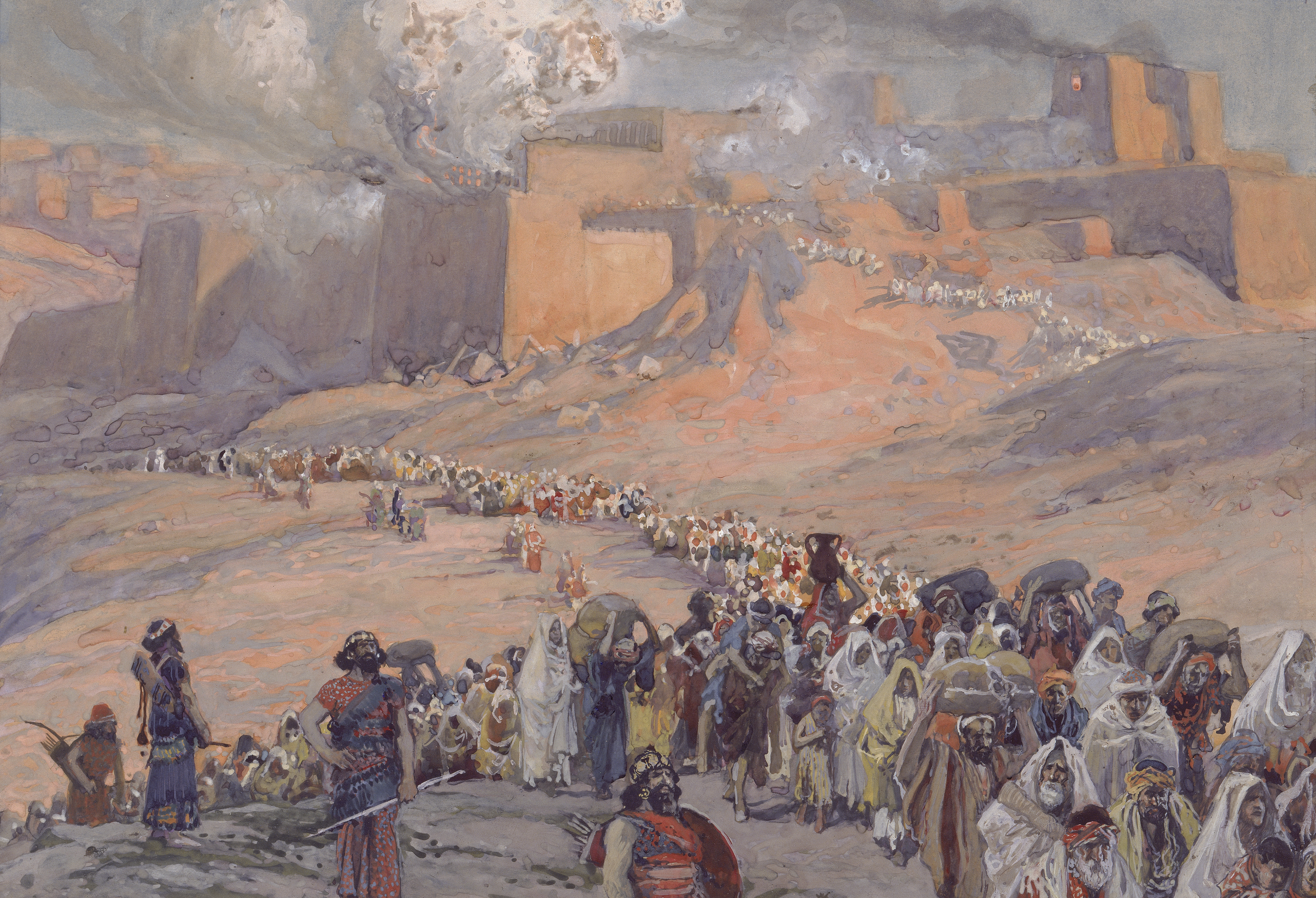
El exilio babilónico: deportación de los hebreos del reino de Judá a Babilonia tras la destrucción del templo de Jerusalén, a. C. (Tissot, 1896-1902).

Se conoce con el nombre de Cautiverio de Babilonia o Cautividad en Babilonia al período en el que parte considerable de los habitantes del reino de Judá estuvieron exiliados en Babilonia. Comenzó la deportación y el exilio de los judíos inmediatamente después de la toma de Jerusalén y la destrucción del templo por Nabucodonosor II, y finalizó con el edicto del rey persa Ciro de 538 a. C., que permitió el regreso de los judíos a sus tierras de origen al año siguiente.
El Imperio babilónico llevó a los judíos al cautiverio en el año 586 a. C. o 597 a. C. (primera deportación), lo cual implicaría una duración de cincuenta años o sesenta años de exilio. Dado que Jeremías indica una duración de setenta años, algunos autores fijan su comienzo en 608 a. C. y otros ven su fin en el año 516 a. C., con la reconstrucción del primer templo de Jerusalén.

## Cautiverios hebreos en Mesopotamia

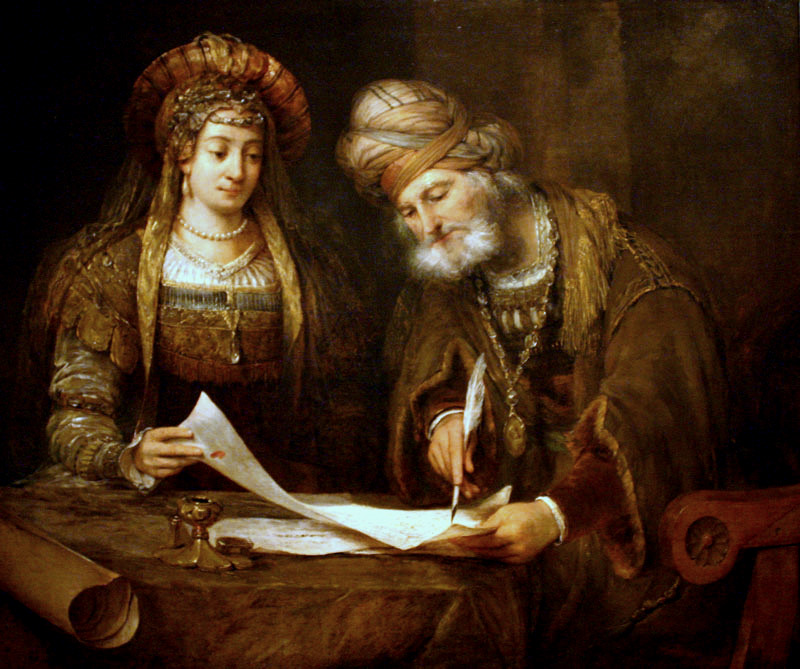
En Mesopotamia, pasado ya el cautiverio: Purim. Ester y Mardoqueo escriben las cartas a los judíos, siglo V a. C. Óleo por Aert de Gelder, 1675. Colección Mario Hirsch, Museo Nacional de Bellas Artes, Buenos Aires, Argentina.

Gran parte de los hebreos que habitaban tanto en el reino de Israel como en el reino de Judá conocieron el exilio seguido de un cautiverio en Mesopotamia. 
Cautiverio israelita en Asiria. Los habitantes del reino de Israel lo conocieron a partir de 722 a. C., cuando el reino de Israel hubo caído en manos asirias; fueron deportados a Nínive, y se perdió luego el rastro de las diez tribus norteñas.
Cautiverio judío en Babilonia. Los habitantes del  reino de Judá lo conocieron a partir de 586 a. C., luego de la toma de Jerusalén.
Según la interpretación providencialista, los miembros de las diez tribus del reino de Israel merecieron peor suerte que aquella conocida por las dos tribus del reino de Judá. Significativamente, ambas comunidades habían sido advertidas oportunamente por los grandes profetas de la época, a saber, Elías e Isaías, respectivamente.

## Exilio y cautiverio en la Biblia
Las principales fuentes acerca de lo sucedido son el Segundo Libro de Crónicas y el Segundo Libro de Reyes. Ambos finalizan con el Exilio. Esdras comienza con el Exilio y narra lo sucedido luego de este, con Nehemías, y los profetas Jeremías y Ezequiel quienes lo experimentan el uno en Jerusalén y el otro en Babilonia, y las Lamentaciones que dan testimonio de la catástrofe acontecida, en tanto que Ageo y Zacarías viven el regreso, del que los Salmos hacen explícitamente referencia. El Exilio es por consiguiente de gran importancia en el texto bíblico. 

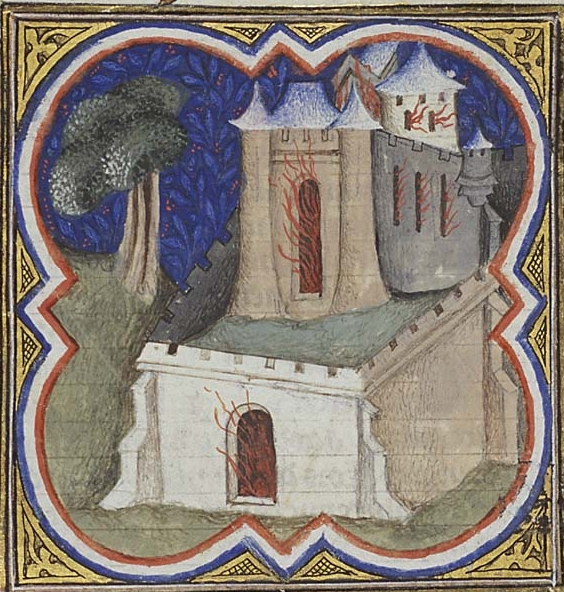
El primer templo de Jerusalén incendiado por Nabucodonosor en el (Biblia Historiada, 1372).

Acerca del Cautiverio en Babilonia, expresa el texto bíblico:

En aquel tiempo los servidores de Nabucodonosor, rey de Babilonia, subieron contra Jerusalén; y la ciudad fue sitiada.... Y llevó en cautiverio a toda Jerusalén: a todos los magistrados, a todos los guerreros valientes (un total de diez mil cautivos), y a todos los herreros y artesanos. No quedó nadie, excepto la gente más pobre del pueblo de la tierra.... El rey de Babilonia proclamó rey en lugar de Joaquín a su tío Matanías, y cambió su nombre por el de Sedequías.
2 Reyes 24:10-17 (Versión Reina Valera)

La deportación sucedió en dos fases, una ya en torno a 597 a. C., que afectó a las clases altas, y otra, más general, en 586 a. C., a raíz de la destrucción de Jerusalén.

Esto sucedió a causa de la cólera de Yahveh contra Jerusalén y Judá, hasta que los arrojó de su presencia. Sedecías se rebeló contra el rey de Babilonia.
2 Reyes: 24:20 (Versión Biblia de Jerusalén)

La liberación por Ciro significó la vuelta de muchos judíos a Israel, pero la mayoría engrosó la diáspora o dispersión de las comunidades judías fuera de la Tierra Santa, que ya entonces era numerosa en lugares tales como Egipto.

## Cautiverio judío en Babilonia (586 a 537a.C.)

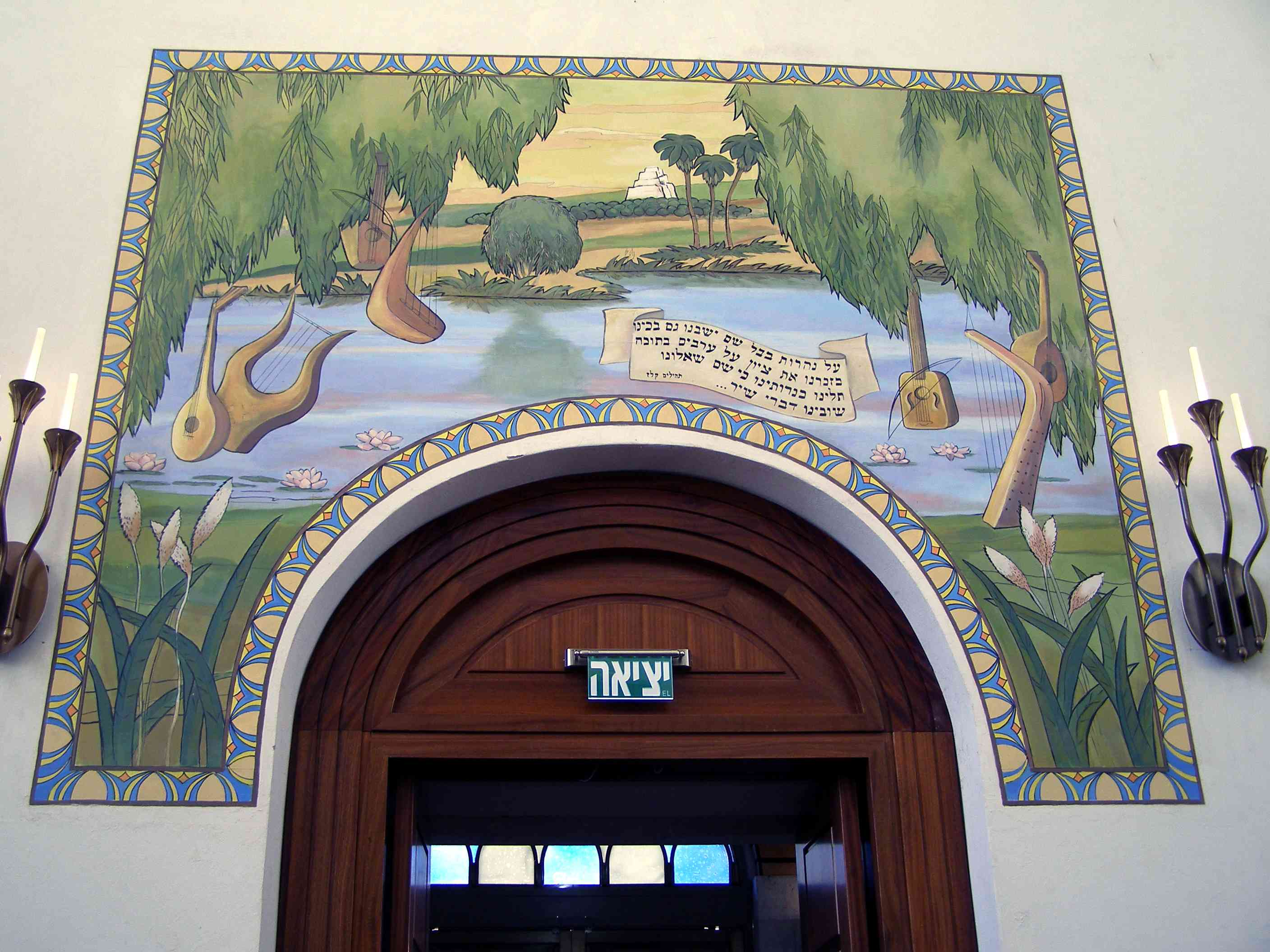
Mural inspirado en el Salmo 137: "Junto a los ríos de Babilonia, nos sentábamos y llorábamos, al acordarnos de Sion. Sobre los sauces en medio de ella colgamos nuestras arpas" (Salmos 137), Sinagoga Hurva, Israel.

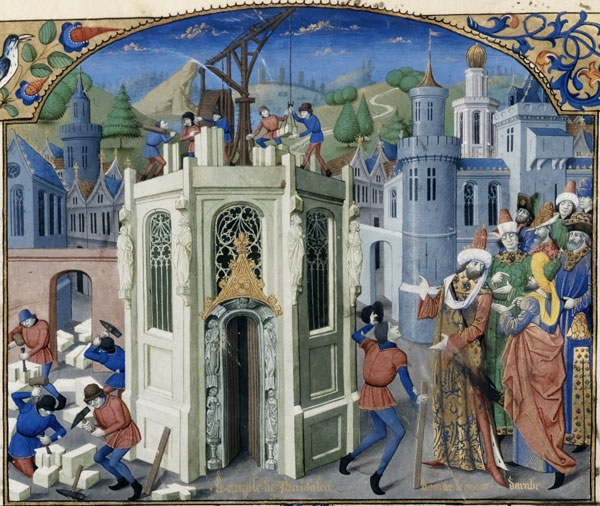
Zorobabel reconstruye el templo de Jerusalén. Miniatura francesa,.

En 931 a. C., luego de la división de lo que otrora había sido reino unido de Israel, los hebreos se encontraron en una posición política débil, prisioneros del juego político de las potencias extranjeras de la Antigüedad, en especial del creciente poderío de los asirios. En 721 a. C., el reino del norte fue aniquilado por las fuerzas asirias. 
El reino de Judá obtuvo una considerable prórroga, gracias a la guerra que se libró entre Asiria y Babilonia. Mas en 587 a. C., Nabucodonosor II conquistó Jerusalén, destruyó su templo y puso fin a la independencia de los hebreos.
A pesar de que se suele considerar al Cautiverio de Babilonia como un destierro total del pueblo hebreo, el traslado de la población sólo afectó a las clases altas hebreas. Los conquistadores de Israel tenían interés en impedir que resurgiera allí un poder político fuerte, y para eso, "importaron" por la fuerza a la clase dirigente capaz de liderar una posible revuelta. El bajo pueblo, por su parte, no fue mayormente afectado por estos traslados forzosos.
La pérdida de su independencia nacional fue un enorme trauma para los hebreos, quienes como defensa psicológica dieron el paso del antiguo Yahvismo nacionalista a la religión moderna del judaísmo. Asimismo incubaron las primeras esperanzas mesiánicas, y creyeron que Yahveh los estaba poniendo a prueba para oportunamente producir un milagroso cambio en las circunstancias, que traería consigo el final de los tiempos y el restablecimiento de la independencia judía.
A pesar de todo ello, el grupo de hebreos exiliados prosperó. La suerte de los hebreos en Babilonia es narrada por textos bíblicos tales como los libros de Daniel y Ester. Ambos sugieren que los hebreos alcanzaron altas posiciones entre los mesopotámicos. También habrían tomado contacto con las prácticas idolátricas de los babilonios que son descritas con detalle en el libro de Baruc (secretario o escriba del profeta Jeremías). Se trata de una carta (capítulo 6) que Jeremías dictó a Baruc para comunicársela a los judíos antes de ser deportados con el fin de prevenirles de dichas prácticas que Yahvé consideraba contrarias al monoteísmo y por tanto pecaminosas. Consistían en figuras de oro, de plata y de madera hechas por artesanos y orfebres a grandes precios, llevadas a hombros, con lámparas, con coronas en la cabeza, con lujosos vestidos de púrpura, revestidas de oro, tomadas por dioses y seguidas por delante y detrás por multitudes que los adoraban, esperando que les dieran prosperidad y protección. 
El año 538 a. C., el rey persa Ciro el Grande conquistó Babilonia y destruyó su imperio, autorizando en 537 a. C. a los hebreos a regresar a la tierra de Israel. Le dio a Jerusalén un estatuto semiautónomo, posiblemente para tener un "estado tapón" que le sirviera de parapeto contra el por entonces creciente poder de Egipto. 
Pero, si bien Ciro el Grande autorizó a los judíos a regresar a su tierra nativa, una importante comunidad judía permaneció en Babilonia desde entonces.
En Jerusalén, el templo fue reconstruido por Zorobabel. Los israelitas consiguieron mantener un estatuto semiindependiente hasta el fin del Imperio Persa, en 332 a .C.
Los relevantes hechos históricos post-exílicos, como la reconstrucción del templo y las murallas de Jerusalén son relatados en el Tanaj hebreo, en el libro Esdras-Nehemías. En  la Biblia cristiana, este libro fue dividido en 2: el libro de Esdras relata la reconstrucción del templo, y el libro de Nehemias relata la reconstrucción de los muros de la ciudad.

## Otros usos
En el judaísmo y el cristianismo primitivo, el relato bíblico del cautiverio, así como las invectivas de los profetas contra la ciudad, hicieron de Babilonia un símbolo del imperio opresor en ese período: Roma. Así aparece en el Apocalipsis de Baruc y en el Apocalipsis de san Juan. El judaísmo, cuando el Imperio romano adoptó el cristianismo, hizo de Edom el símbolo de la opresión. La Iglesia, por el contrario, se identificó con el antiguo Israel como pueblo elegido, y Babilonia se convirtió en cualquier enemigo, interno o externo, que amenazara sus creencias.  
La expresión Cautividad de Babilonia fue aplicada de manera polémica al periodo del siglo XIV entre los años 1305 y 1377, durante el cual la Santa Sede cambió su residencia de Roma por la ciudad provenzal de Aviñón, conocido por la historiografía como Papado de Aviñón. El uso de esta frase implicaba que el traslado de los papas era una imposicíon de un monarca extranjero, el rey de Francia, y que los papas eran sus prisioneros. Se usó durante el Cisma de Occidente para criticar a los papas que residían en Aviñón. 
Durante la Reforma, Lutero acusó a la jerarquía eclesiástica y al papa de mantener a la iglesia cristiana en cautiverio, equiparando a la Roma católica con la Babilonia pagana que exilió a los judíos de su tierra natal. En su libro de 1520 titulado La cautividad de Babilonia de la Iglesia, Lutero sostiene que el Papa mantiene prisionera a la iglesia por medio de los siete sacramentos y la teología. Esta idea fue usada ampliamente en la discusión religiosa entre católicos y protestantes hasta el siglo XX.
En las creencias rastafaris, Babilonia es un símbolo del Imperio Británico, su sucesor, los Estados Unidos y el capitalismo materialista, que esclavizaron a los pueblos africanos y los deportaron de su tierra natal, manteniéndolos oprimidos hasta la actualidad.